# Andreas Kramer
Jens Andreas Kramer, född 13 april 1997, är en svensk medeldistanslöpare tävlande för Djurgårdens IF. Han har vunnit flera SM-guld på 800 meter. 2018 tog han silver vid friidrotts-EM i Berlin och 2024 samma medaljvalör vid friidrotts-VM i Glasgow.

## Karriär
Vid inomhus-EM 2015 i Prag ställde Kramer upp på 800 meter men slogs ut i försöken. Han sprang 800 meter vid junior-EM i Eskilstuna i juli 2015 och kom i finalen på en 6:e plats.
Kramer vann den 28 februari 2016 finalen på 800 meter under inomhus-SM i Malmö. Senare samma säsong (den 18 mars) deltog han i inomhus-VM i Portland och slutade på en sjunde plats (utslagen som fjärde man i sitt försöksheat). Påföljande utomhussäsong gick han i juli till semifinal under junior-VM i Polen. Trots personligt rekord i semifinalen med 1.47,65 gick han dock inte vidare till final Hemkommen från junior-VM satte dock Kramer nytt personligt rekord vid tävlingar i Folksam Grand Prix den 27 juli i det han sprang i mål på tiden 1.47,24. I juli 2017 slog Kramer svenskt rekord på 800 meter med tiden 1.45,03. I början på augusti sprang han 800 meter vid VM där han tog sig vidare från försöken men sedan slogs ut i semifinalen.
Kramer tangerade sitt svenska rekord på 800 meter, 1.45,03, när han den 11 augusti 2018 vann silver vid EM i Berlin. Han förbättrade tiden på distansen till 1.44,47 vid tävlingar i Ostrava i Tjeckien den 8 september 2020.
Vid friidrotts-VM i Doha i oktober 2019 blev Kramer utslagen i försöken på 800 meter. 2019 tilldelades han Stora grabbars och tjejers märke.
I februari 2022 vid inomhus-SM tog Kramer dubbla guld. Han började med att ta sitt sjunde raka ISM-guld på 800 meter och satte ett nytt rekord för flest ISM-titlar på distansen. Följande dag tog Kramer även guld på 1 500 meter på tiden 3.40,84, vilket blev ett nytt personbästa samt mästerskapsrekord.
Vid inomhus-VM i Glasgow i mars 2024 vann Kramer silver på 800 m.
På Diamond League-galan i Paris den 7 juli 2024 satte Kramer ett nytt svenskt rekord på 800 meter med tiden 1.43,66.

## Personliga rekord
| Utomhus - 400 meter – 49,29 (Hässleholm, Sverige 5 augusti 2016) - 800 meter – 1.43,13 (Stade Louis II, Monaco 12 juli 2024) 0NR0 - 1 000 meter – 2.16,95 (Göteborg, Sverige 18 juni 2023) 0NR0 - 1 500 meter – 3.46,0 (Stockholm, Sverige 18 augusti 2016 - 2 000 meter – 5.48,91 (Växjö, Sverige 23 september 2012 | Inomhus - 400 meter – 47,75 (Ulsteinvik, Norge 25 januari 2019) - 800 meter - 1.45,09 (Toruń, Polen 17 februari 2021) 0NR0 - 1 000 meter – 2.38,27 (Göteborg, Sverige 26 februari 2012 - 1 500 meter – 3.40,84 (Växjö, Sverige 27 februari 2022 |